# Morti nel 627
| Questa pagina contiene informazioni ricavate automaticamente dalle voci biografiche con l'ausilio del template Bio e di un bot. L'aggiornamento è periodico e automatico e ricostruisce completamente la pagina. Se manca una persona in questa lista, sei pregato di non aggiungerla, ma accertati piuttosto che la sua voce biografica contenga il template Bio e che i dati anagrafici siano correttamente compilati. Se il template Bio manca, inseriscilo tu stesso o, in alternativa, metti l'avviso {{tmp\|Bio}} che ne segnala la mancanza. Se i dati riportati sono sbagliati, correggi direttamente la voce biografica; le modifiche saranno visibili in questa lista entro pochi giorni. Per chiarimenti vedi il progetto biografie. La lista contiene solo le 7 persone che sono citate nell'enciclopedia e per le quali è stato implementato correttamente il template Bio. Pagina aggiornata al 26 giu 2025. |

- 10 marzo - Attala, monaco cristiano, abate e missionario francese
- 28 luglio - Arduino di Ceprano, religioso inglese
- 10 novembre - Giusto di Canterbury, vescovo e santo italiano
- 12 dicembre - Rhahzadh, generale persiano
- Bono, generale bizantino
- Briaco eremita, monaco cristiano irlandese
- Sa'd ibn Mu'adh, arabo